# Милен Янакиев
Милен Янакиев е български тенисист роден на 25 юни 1968 г. във Варна. Състезател за Купа Дейвис. За отбора на България за Купа Дейвис има една победа.
Първоначално е състезател на ТК „Черно море“ (Варна), а впоследствие на ТК ЦСКА (София) и НСА.
Понастоящем е треньор в ТК „Grün-Weiß Elz“ в Елц, Германия. Синът му Милен Янакиев-младши се състезава за Германия.